# Ophiomastus tuberculata
Ophiomastus tuberculata is een slangster uit de familie Ophiuridae.
De wetenschappelijke naam van de soort werd in 1976 gepubliceerd door Luiz Roberto Tommasi.